# Synidotea fecunda
Synidotea fecunda is een pissebed uit de familie Idoteidae. De wetenschappelijke naam van de soort is voor het eerst geldig gepubliceerd in 1994 door Javed & Yasmeen.